# Ла Туш, Роза
Роза Ла Туш (англ. Rose La Touche) (1848—1875) — главная любовь в жизни Джона Рёскина.

## Биография
Рёскин познакомился с Розой, когда ей было десять лет, и влюбился в неё, когда ей было одиннадцать. Она была пылким ребёнком, а также глубоко религиозной, почти до мании. Первым впечатление Рёскина о ней было, что она… «шла как маленькая белая статуя сквозь сумеречный лес, серьёзно разговаривая». Её прозвищем для него было «Св. Пышка» (англ. St. Crumpet). Рёскин предложил ей выйти за него в семнадцать. Ему тогда было пятьдесят. Роза не отказала, но её набожные родители, протестанты и евангелисты, воспротивились свадьбе, называя Рёскина социалистом и атеистом. Их также беспокоила неудача первого брака Рёскина с Эффи Грей, который окончился признанием союза недействительным на основании «неизлечимой импотенции» Рёскина (позже диагноз был оспорен).
Литератор Джордж Макдональд служил посредником для Рёскина и Розы и был их самым близким другом и советчиком. Рёскин повторил предложение брака, когда Роза стала юридически свободной решать самостоятельно, но она снова отказалась от брака из-за религиозных различий.
Роза умерла в дублинской частной лечебнице в 1875 в возрасте 27 лет, куда её поместили родители. Разные авторы описывают её смерть как результат безумия, анорексии, разбитого сердца, религиозной мании или истерии, или комбинации этих причин. В любом случае, смерть Розы была трагической, и именно её обычно называют причиной, повлёкшей за собой начало приступов безумия у Рёскина около 1877 года. Он убедил себя, что художник эпохи Ренессанса Витторе Карпаччо включил портреты Розы в свой цикл картин о жизни святой Урсулы. Он также искал утешение в спиритуализме, пытаясь войти в контакт с духом Розы.

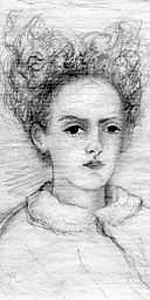
Роза Ла Туш, набросок Джона Рёскина

История любви Розы и Рёскина упоминается в романе Набокова «Лолита». Согласно Вольфгангу Кемпу, «вся работа пронизана аллюзиями и прямыми ссылками на Ла Туш».